# Haler
Haler (en limbourgeois Haalder) est un village néerlandais situé dans la commune de Leudal, dans la province du Limbourg néerlandais. Le 1er janvier 2007, le village comptait 505 habitants.
C'est un village récent, créé vers 1946 comme nouvelle paroisse de l'ancienne commune de Hunsel. Le village est issu de deux anciens hameaux, Haler et Uffelse'.